# سامية شكري
سامية شكري (5 أكتوبر 1945 -)، ممثلة وروائية مصرية. هي أخت الممثلة ناهد يسري، كتبت قصص الأفلام، ونشرت العديد من الروايات في حلقات مسلسلة بالمجلات اللبنانية، ألفت قصة فيلم الحجر الداير للمخرج محمد راضي.

## أعمالها

### الأفلام
| سنة الإنتاج | اسم الفيلم           |
| ----------- | -------------------- |
| 1965        | الخائنة              |
| 1966        | عدو المرأة           |
| 1966        | صغيرة على الحب       |
| 1966        | العبيط               |
| 1967        | غراميات مجنون        |
| 1967        | شاطئ المرح           |
| 1968        | التلميذة والأستاذ    |
| 1968        | حكاية 3 بنات         |
| 1968        | أبطال ونساء          |
| 1970        | مغامرة شباب          |
| 1971        | حسناء المطر          |
| 1972        | ملوك الشر            |
| 1972        | حكاية بنت اسمها مرمر |

### المسلسلات
| سنة الإنتاج | اسم المسلسل     |
| ----------- | --------------- |
| 1968        | مفتش المباحث    |
| 1969        | الهروب          |
| 1969        | أبدا لن أموت    |
| 1971        | الرجل الغامض    |
| 1972        | المدينة الهادئة |

### التأليف
| سنه الإنتاج | اسم الفيلم   | بطولة                                          |
| ----------- | ------------ | ---------------------------------------------- |
| 1992        | الحجر الداير | ليلى علوي، إلهام شاهين، حسين فهمي، صفية العمري |

## روابط خارجية
- سامية شكري على موقع الدهليز
- سامية شكري على موقع قاعدة بيانات الأفلام العربية